# Abelardo Olivier
Abelardo Enrico Olivier (* 9. November 1877 in Portogruaro; † 24. Januar 1951 in Mailand) war ein italienischer Fechter und zweifacher Olympiasieger.

## Erfolge
Abelardo Olivier erfocht 1908 bei den Olympischen Spielen in London Silber mit der Säbel-Mannschaft; mit der Degen-Mannschaft belegte er den vierten Platz.
1920 trat er erneut bei den Olympischen Spielen in Antwerpen an und gewann Gold sowohl mit der Florett-Mannschaft als auch mit der Degen-Mannschaft, im Degen-Einzel belegte er den sechsten und im Florett-Einzel den neunten Platz.